# Cyrtandra stonei
Cyrtandra stonei är en tvåhjärtbladig växtart som beskrevs av Brian Laurence Burtt. Cyrtandra stonei ingår i släktet Cyrtandra och familjen Gesneriaceae. Inga underarter finns listade i Catalogue of Life.